# Музей линкора «Айова»
Музей линкора «Айова» — морской музей, расположенный в порту Лос-Анджелеса в Сан-Педро (шт. Калифорния). Основным экспонатом музея является линкор «Айова», головной корабль своего типа.

## История
Линкор «Айова» был головным кораблём последней серии американских линейных кораблей. Вступил в строй в 1943 году, прошёл Вторую мировую войну, служил во время войны в Корее и «Холодной войны». В течение службы получил 11 боевых звёзд, служил флагманским кораблём трёх американских президентов. 6 сентября 2011 года корабль был передан Тихоокеанскому центру линейных кораблей (Pacific Battleship Center) в Сан-Педро (шт. Калифорния), который был базой линейного флота США с 1919 по 1940 годы.
27 октября 2011 года корабль был переведён со стоянки резервного флота Сьюсан-Бей в порт Ричмонда (шт. Калифорния) для покраски и обновления. 27 мая 2012 года в день 75-летия корабль был отбуксирован под мостом Золотые ворота на конечную стоянку в порту Лос-Анджелеса.
4 июля 2012 года музей был открыт в присутствии более 1500 зрителей на причале 87 порта Лос-Анджелеса. В музее проводятся ежедневные экскурсии, групповые программы, образовательные посещения, показы фильмов, военные церемонии, готовится проведение ночных программ.
Дневные экскурсии включают посещение самых больших орудий американского флота (406 мм, длина 50 калибров), кают офицеров, каюты президента Рузвельта, бронированной рубки, ракетных палуб, матросских кубриков, столовой, вертолётной палубы и других помещений. Корабль находится на территории Лос-Анджелесского центра путешествий (Los Angeles World Cruise Center), поблизости расположена парковка на 2100 автомобилей.
Линкор участвовал в съёмках нескольких фильмов и сериалов, включая «Морская полиция: Лос-Анджелес», «American Warships», «Bermuda Tentacles», «Dark Rising». На корабле проводятся ежегодные мероприятия: встречи ветеранов Лос-Анджелеса (City of Los Angeles Veterans Appreciation), дни поминовения (Memorial Day Celebration), дни памяти 11 сентября.